# 皿屋敷

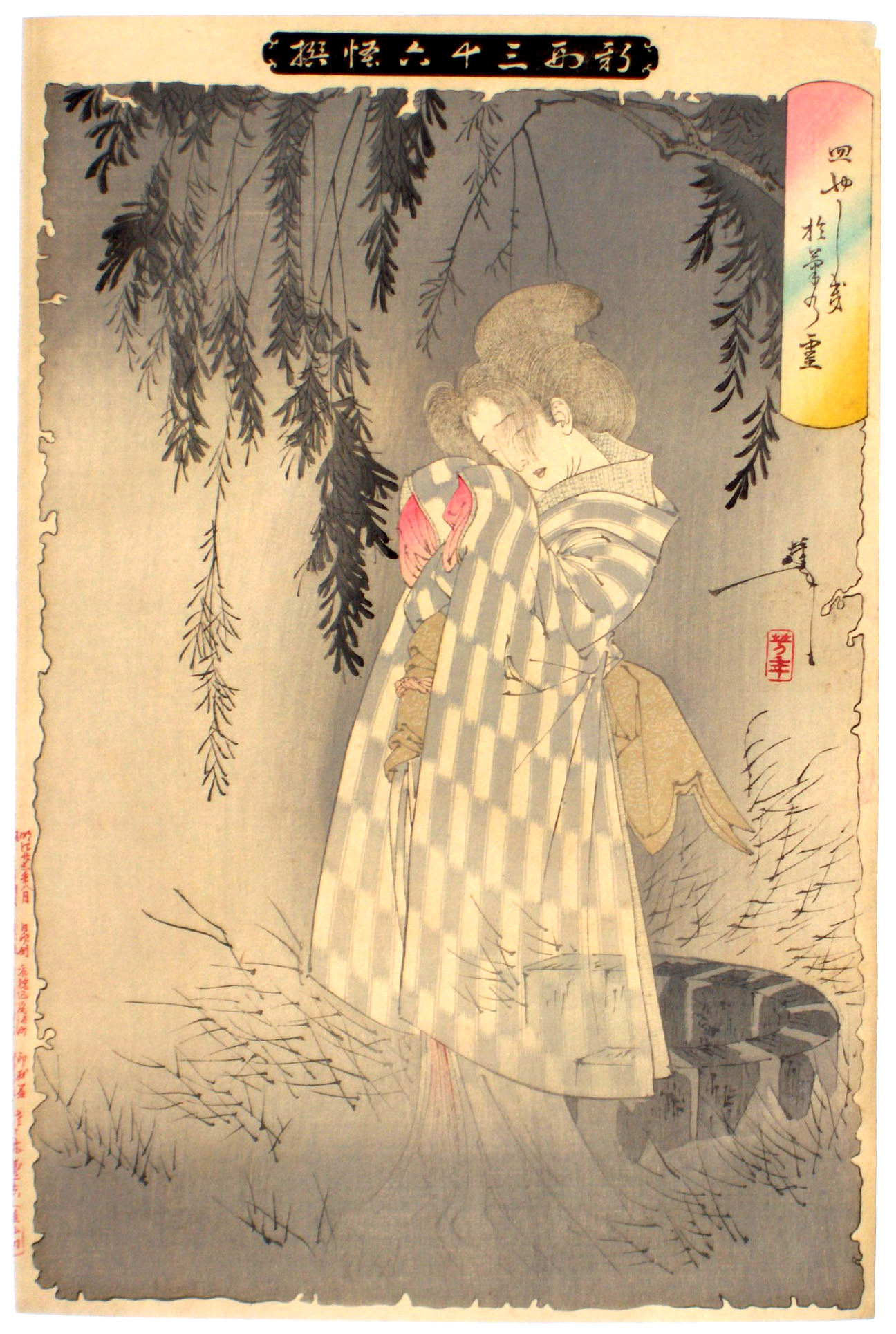
『新形三十六怪撰』より「新形三十六怪撰　皿やしき於菊乃霊」（月岡芳年画、1890年）

皿屋敷（さらやしき）は、お菊の亡霊が井戸で夜な夜な「いちまーい、にまーい... 」と皿を数える情景が周知となっている怪談話の総称。
播州姫路が舞台の『播州皿屋敷』（ばんしゅう-）、江戸番町が舞台の『番町皿屋敷』（ばんちょう-、ばんまち-）が広く知られる。
日本各地にその#類話がみられ、出雲国松江の皿屋敷、土佐国幡多郡の皿屋敷、さらに尼崎を舞台とした（皿ではなく針にまつわる）異聞（『尼崎お菊伝説』）が江戸時代に記録される。
江戸時代、歌舞伎、浄瑠璃、講談等の題材となった。明治には、数々の手によって怪談として発表されている。大正、岡本綺堂の#戯曲『番町皿屋敷』は、恋愛悲劇として仕立て直したものである。

## 概要
古い原型に、播州を舞台とする話が室町末期の『竹叟夜話』にあるが、皿ではなく盃の話であり、一般通念の皿屋敷とは様々な点で異なる。皿や井戸が関わる怨み話としては、18世紀の初頭頃から、江戸の牛込御門あたりを背景にした話が散見される。1720年、大阪で歌舞伎の演目とされたことが知られ、そして1741年に浄瑠璃『播州皿屋敷』が上演され、お菊と云う名、皿にまつわる処罰、井筒の関わりなど、一般に知られる皿屋敷の要素を備えた物語が成立する。1758年に講釈師の馬場文耕が『弁疑録』において、江戸の牛込御門内の番町を舞台に書き換え、これが講談ものの「番町皿屋敷」の礎石となっている。
江戸の番町皿屋敷は、天樹院（千姫）の屋敷跡に住居を構えた火付盗賊改青山主膳（架空の人物）の話として定番化される。よって時代は17世紀中葉以降の設定である。
一方、播州ものでは、戦国時代の事件としている。姫路市の十二所神社内のお菊神社は、江戸中期の浄瑠璃に言及があって、その頃までには祀られているが、戦国時代までは遡れないと考察される。お菊虫については、播州で1795年におこった虫（アゲハチョウの蛹）の大発生がお菊の祟りであるという巷間の俗説で、これもお菊伝説に継ぎ足された部分である。

## 播州皿屋敷

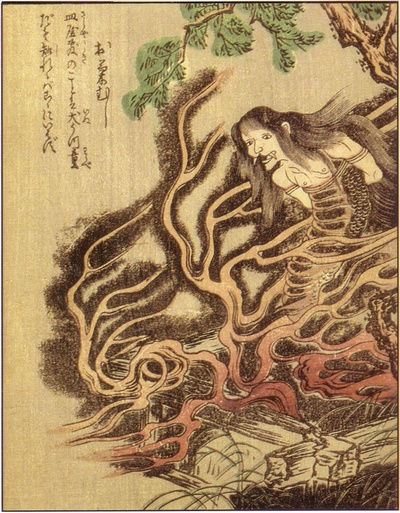
お菊虫
『絵本百物語』竹原春泉画

播州皿屋敷の題材は、早くは歌舞伎として演じられた。1720年(享保5年)6月 、京都の榊山四郎十郎座が、歌舞伎『播州錦皿九枚館』を上演している。台本は現存しないが、その役割番付（天理図書館所蔵）から人物・背景がうかがえ、この歌舞伎がすでに「皿屋敷伝説を完全な形で劇化した」ものだと考察される。また、同年に金子吉左衛門座が題名も内容不詳の皿屋敷を上演している。

### 浄瑠璃・播州皿屋敷
浄瑠璃『播州皿屋敷』は、1741年(寛保元年)大阪の豊竹座で初演がおこなわれた。室町時代、細川家のお家騒動を背景としており、一般に知られる皿屋敷伝説に相当する部分は、この劇の下の巻「鉄山館」に仕込まれている、次のようなあらすじである：
細川家の国家老、青山鉄山は、叛意をつのらせ姫路の城主にとってかわろうと好機をうかがっていた。そんなおり、細川家の当主、巴之介が家宝の唐絵の皿を盗まれ、足利将軍の不興を買って、流浪の憂き目にあう。鉄山は、細川家の宿敵、山名宗全と結託して、細川の若殿を毒殺しようと談義中に、委細をお菊に聞かれてしまい、お菊を抹殺にかかる。お菊が管理する唐絵の皿の一枚を隠し、その紛失の咎で攻め立てて切り捨てて井戸に投じた。とたんに、井筒の元からお菊の死霊が現れ、鉄山を悩ます。現場に駆けつけたお菊の夫、舟瀬三平に亡霊は入れ知恵をし、皿を取り戻す。
浄瑠璃では、家宝の皿が以前にも盗難などに遭う話や、その因縁がもりこまれた経歴が、上の巻の前半「冷光院館」、および上の巻の後半「壬生村、楽焼家弥五兵衛住家」 に収録される。

#### 西播怪談実記
播州佐用郡の春名忠成による1754年(宝暦4年)の『西播怪談実記』の筆頭に「姫路皿屋敷の事」の一篇が所収される。ここではお菊に相当する女性や青山に相当する人物の名は無く単に「腰元」「亭主」、皿は信楽焼、腰元が割ってしまったことを知った亭主がいきなり惨殺し腰元が幽霊と化する（井戸は出てこない）、場所は後の姫路城桐の馬場にあった屋敷となっている。

### お菊虫

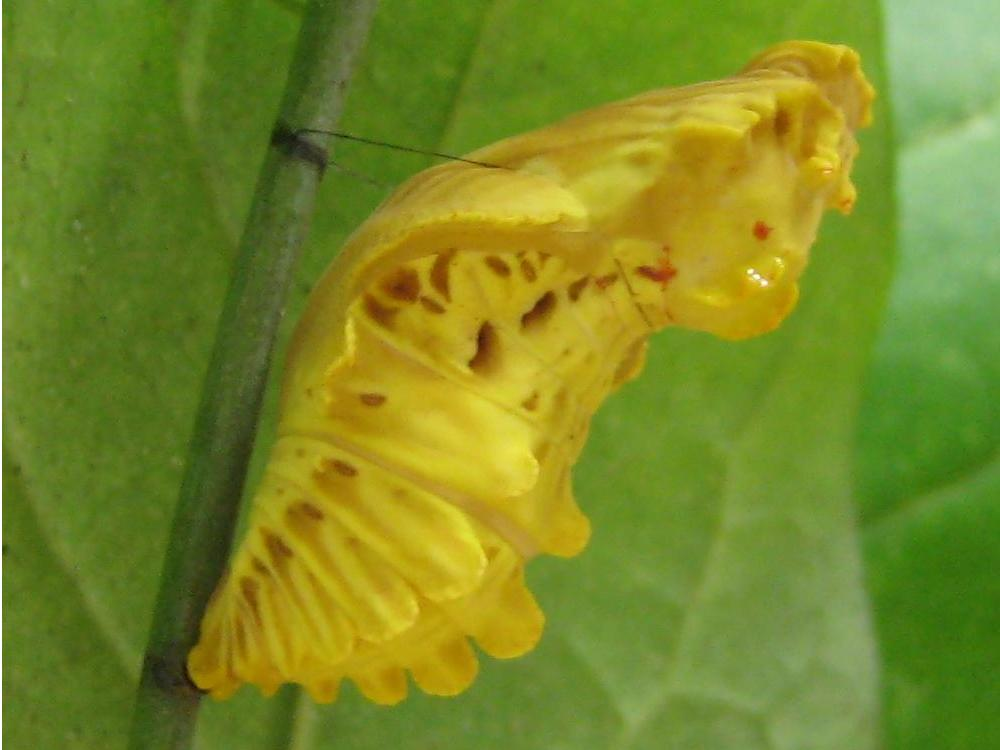
ジャコウアゲハの蛹、いわゆる「お菊虫」

お菊虫の元になったのは1795年に大量発生したジャコウアゲハのサナギではないかと考えられている。 暁鐘成『雲錦随筆』では、お菊虫が、「まさしく女が後手にくくりつけられたる形態なり」と形容し、その正体は「蛹（よう）」であるとし、さらには精緻な挿絵もされている。十二所神社では戦前に「お菊虫」と称してジャコウアゲハのサナギを箱に収めて土産物として売っていたことがあり、中山太郎も姫路で売られていた種をジャコウアゲハと特定する。ただ、江戸期の随筆などには蛹以外の虫の説明も存在する。
お菊虫の件と最初の姫路藩主池田氏の家紋が平家由来の揚羽蝶であることとにちなんで、姫路市では1989年にジャコウアゲハを市蝶として定めた。

### お菊井戸

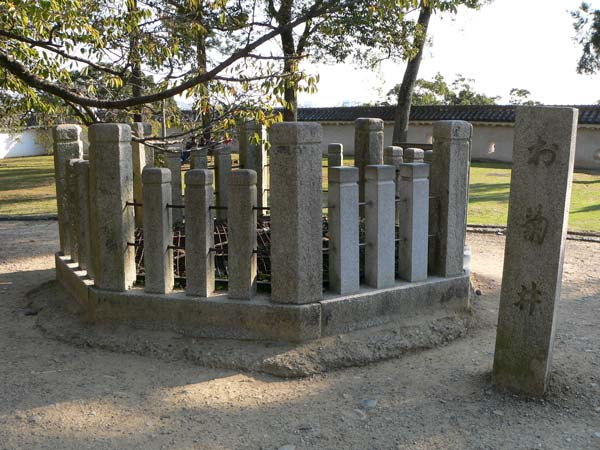
お菊井戸

姫路城の本丸下、「上山里」と呼ばれる一角に「お菊井戸」と呼ばれる井戸が現存する。ただし、大正時代の姫路城一般公開以後にそう呼ばれるようになったもので、それ以前は「釣瓶取（つるべとり）の井戸」と呼ばれていた。元は中曲輪東北端にある桐の馬場（現・兵庫県立姫路東高等学校や国立病院機構姫路医療センターの東裏手付近）に有った井戸がお菊の井戸だとされていた。この井戸にしても江戸時代初期の池田輝政による築城時のものである。

### 播州皿屋敷実録
『播州皿屋敷実録』は、成立時は明らかではないが、江戸後期に書かれた、いわば好事家の「戯作（げさく）」であり、脚色部分が多く加わっている。
姫路城第9代城主小寺則職の代（永正16年1519年 以降）、家臣青山鉄山が主家乗っ取りを企てていたが、これを衣笠元信なる忠臣が察知、自分の妾だったお菊という女性を鉄山の家の女中にし、鉄山の計略を探らせた。そして、元信は、青山が増位山の花見の席で則職を毒殺しようとしていることを突き止め、その花見の席に切り込み、則職を救出、家島に隠れさせ再起を図る。
乗っ取りに失敗した鉄山は家中に密告者がいたとにらみ、家来の町坪弾四郎に調査するように命令した。程なく弾四郎は密告者がお菊であったことを突き止めた。以前からお菊に惚れていた弾四郎はこれを好機としてお菊を脅し、妾になれと言い寄るが、お菊に拒まれる。その態度を逆恨みした弾四郎は、お菊が管理を委任されていた、10枚揃えないと意味のない家宝の毒消しの皿「こもがえの具足皿」のうちの一枚をわざと隠す。そして皿を紛失した責任をお菊に押し付け、ついには責め殺して古井戸に死体を捨てた。
以来その井戸から夜な夜なお菊が皿を数える声が聞こえたという。
やがて衣笠元信達（則職の家臣）によって鉄山一味は討たれ、姫路城は無事、則職の元に返った。その後、則職はお菊の事を聞き、その死を哀れみ、十二所神社の中にお菊を「お菊大明神」として祀ったと言い伝えられている。その後300年程経って城下に奇妙な形をした虫が大量発生し、人々はお菊が虫になって帰ってきたと言っていたといわれる。
このほか、幕末に姫路同心町に在住の福本勇次（村翁）編纂の『村翁夜話集』（安政年間）などに同様の話が記されている。

## 番町皿屋敷

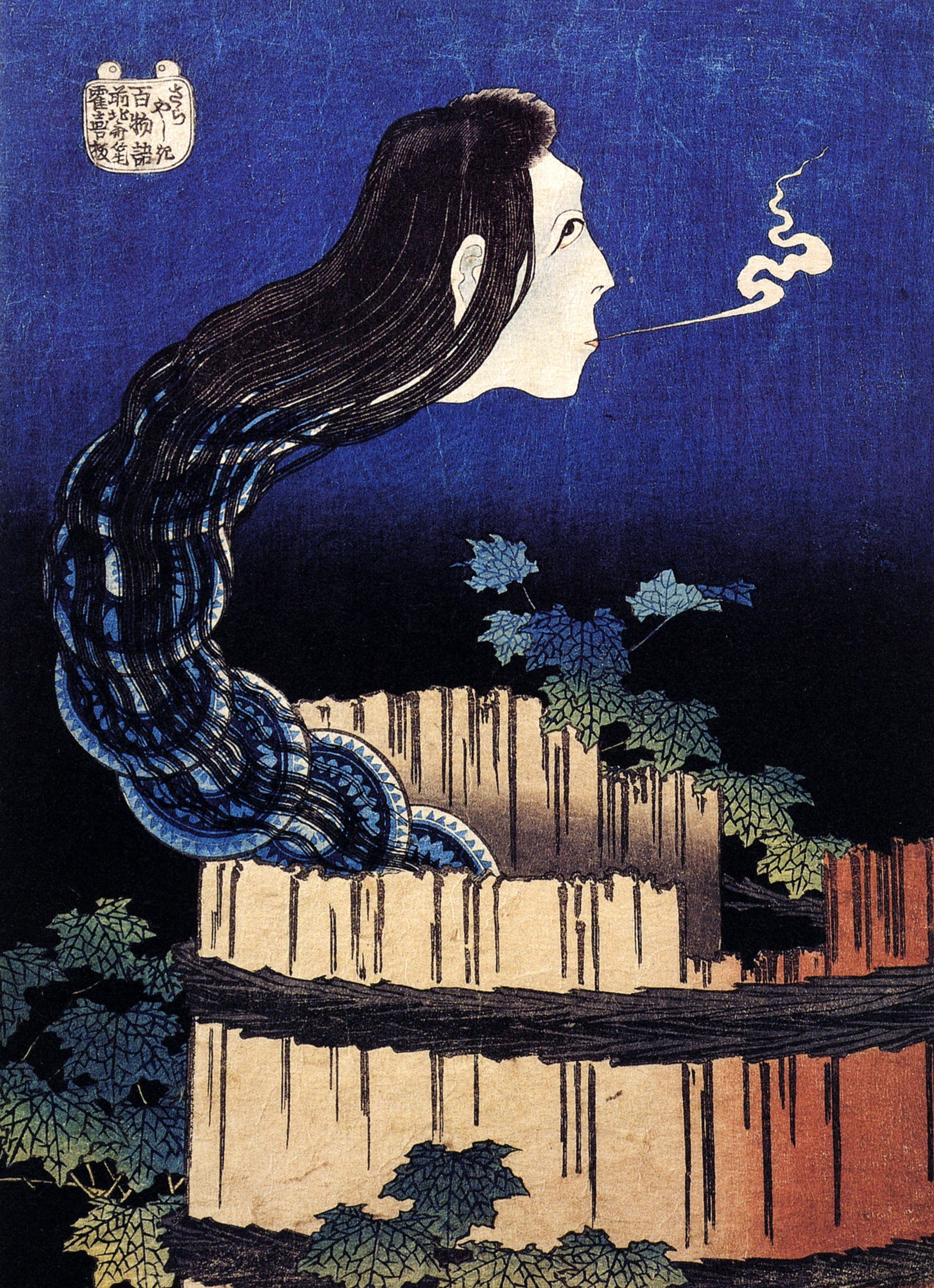
葛飾北斎「百物語・さらやしき」

江戸の「皿屋敷」ものとして最も広く知られている のは、1758年(宝暦8年)の講釈士・馬場文耕の『皿屋敷弁疑録』が元となった怪談芝居の『番町皿屋敷』である。
牛込御門内五番町にかつて「吉田屋敷」と呼ばれる屋敷があり、これが赤坂に移転して空き地になった跡に千姫の御殿が造られたという。それも空き地になった後、その一角に火付盗賊改・青山播磨守主膳の屋敷があった。ここに菊という下女が奉公していた。1653年(承応2年)正月二日、菊は主膳が大事にしていた皿十枚のうち1枚を割ってしまった。怒った奥方は菊を責めるが、主膳はそれでは手ぬるいと皿一枚の代わりにと菊の中指を切り落とし、手打ちにするといって一室に監禁してしまう。菊は縄付きのまま部屋を抜け出して裏の古井戸に身を投げた。まもなく夜ごとに井戸の底から「一つ……二つ……」と皿を数える女の声が屋敷中に響き渡り、身の毛もよだつ恐ろしさであった。やがて奥方の産んだ子供には右の中指が無かった。やがてこの事件は公儀の耳にも入り、主膳は所領を没収された。
その後もなお屋敷内で皿数えの声が続くというので、公儀は小石川伝通院の了誉上人に鎮魂の読経を依頼した。ある夜、上人が読経しているところに皿を数える声が「八つ……九つ……」、そこですかさず上人は「十」と付け加えると、菊の亡霊は「あらうれしや」と言って消え失せたという。
この時代考証にあたっては、青山主膳という火附盗賊改は存在せず（『定役加役代々記』による）、火付盗賊改の役職が創設されたのは1662年(寛文2年)と指摘されている。その他の時代錯誤としては、向坂甚内が盗賊として処刑されたのは1613年であり、了誉上人にいたっては250年前の1420年(応永27年)に没した人物である。また千姫が姫路城主・本多忠刻と死別した後に移り住んだのは五番町から北東に離れた竹橋御殿であった。
東京都内にはお菊の墓というものがいくつか見られる。現在東海道本線平塚駅近くにもお菊塚と刻まれた自然石の石碑がある。元々ここに彼女の墓が有ったが、戦後近隣の晴雲寺内に移動したという。これは「1741年(元文6年)、平塚宿の宿役人眞壁源右衛門の娘・菊が、奉公先の旗本青山主膳の屋敷で家宝の皿の紛失事件から手打ちにされ、長持に詰められて平塚に返されたのを弔ったもの」だという。
市ケ谷駅近辺、千代田区九段南四丁目と五番町の境界の靖国通りから番町方面へ上る坂は、帯坂と呼称されるが、お菊が、髪をふり乱し、帯をひきずりながらここを通ったという伝説に付会されている。

## 皿屋敷伝説の発生
皿屋敷の伝説がいつ、どこで発生したのか、「いずれが原拠であるかは近世（江戸時代より）の随筆類でもしかとはわからぬし、また簡単に決定できるものでもあるまい」とされる。三田村鳶魚は、本来、皿の要素がないため播州や尼崎伝説の由来を排すが、播州を推す者もあり、橋本政次は『姫路城史』において太田垣家に起こった事件が原点ではないかとしている。

### 竹叟夜話
大田垣にまつわる事件については、播磨国永良荘（現兵庫県市川町）の永良竹叟が天正5年（1577年）に著した『竹叟夜話』に記述があり、執筆より更に130年前の事件を語っている。あらましは以下の通り：。
嘉吉の乱（1441年）の後、小田垣主馬助という山名家の家老が播磨国青山（現・姫路市青山）の館代をしていた頃、花野という脇妾を寵愛していた。ここに出入りしていた笠寺新右衛門という若い郷士が花野に恋文を送り続けていたが拒絶され続けていた。
ある時、小田垣が山名家から拝領していた鮑貝の五つ杯の一つが見あたらないことに気づき、花野に問いただしてもただ不思議なことと答えるだけ、怒った彼は杯を返せと彼女を責め立てた。
実は笠寺がその一個を密かに隠していたのだが、彼は意趣返しに「杯が見つからなければ小田垣家も滅びる」と脅しながら花野を折檻し、ついには松の木にくくり上げて殺してしまった。その後、花野の怨念が毎夜仇をなしたという。やがてこの松は「首くくりの松」と呼ばれるようになった。
『竹叟夜話』の挿話は、室町末と成立年代が古いが、皿ではなく盃用のアワビだったり、女性がお菊ではなく花野であり、青山氏の名もない等、後の『皿屋敷』と符合しない点も多々みられる。同じく播磨を舞台に、近世の形態にちかい物語は「播州皿屋敷実録」に書きとどめられるが、これは成立年代不詳（あるいは江戸後期）のものである。

### 牛込の皿屋敷
皿屋敷伝説の、重要要素である10枚の皿のうちの1枚を損じて命を落とす部分は、江戸に起こったという逸話にみつかる。
早い例は、正徳2年 (1712年) の宍戸円喜『当世智恵鑑』という書物に収録される。要約すると、次のような話である：
江戸牛込の服部氏の妻は、きわめて妬み深く、夫が在番中に、妾が南京の皿の十枚のうち一枚を取り落として割ってしまったことにつけ、それでは接客用に使い物にならないので、買換えろと要求するが、古い品なので、もとより無理難題であった。更に罪を追及して、その女を幽閉して餓死させようとしたが、5日たっても死なない。ついに手ずから絞め殺して、中間に金を渡して骸を棺に入れて運ばせたが、途中で女は蘇生した。女は隠し持った200両があると明かして命乞いするが、4人の男たちはいったん金を懐にしたものの、後で事が知れたらまずいと、女を縊りなおして殺し野葬にする。後日、その妻は喉が腫れて塞がり、咀嚼ができずに危険な状態に陥り、その医者のところについに怨霊が出現し、自分に手をかけた男たちは既に呪い殺したこと、どう治療しようと服部の妻は死ぬことを伝えた。
三田村鳶魚は、この例は「井戸へ陥ったことが足りないだけで、宛然皿屋敷の怪談である」としている。また、「牛込の御門内、むかし物語に云[う]、下女あやまって皿を一ツ井戸におとす、その科により殺害せられたり、その念ここの井戸に残りて夜ごとに彼女の声して、一ツより九ツまで、十を[言わずに]泣けさけぶ、声のみありてかたちなしとなり、よって皿屋敷と呼び伝えたり..」と享保17年（1732年）の「皿屋敷」の項に見当たる。牛込御門台の付近の稲荷神社に皿明神を祀ると、怪奇現象はとだえたと伝わる。

### 皿屋舗弁疑録
江戸を舞台とした皿屋敷の各要素のまとまった物語は、宝暦8年（1758年）、馬場文耕が表した『皿屋舗辨疑録』（皿屋敷弁疑録とも表記）を嚆矢とする。
牛込で起きた事件については、その皿屋敷にまつわる前歴が綿密と語られ、その後は一般に知られる皿屋敷の内容である。その前歴とは概要すると、
将軍家光の代に、小姓組番頭の吉田大膳亮の屋敷を召し上げ、将軍の姉である天樹院（千姫）に住まわせた。この「吉田御殿」の天樹院のふるまいは、酒色に耽溺するなど悪い風聞が立つほどで、そのうち愛人の花井壱岐と女中の竹尾を恋仲と疑って虐殺し、井戸に捨てた。他にも犠牲者は累々とで、「小路町の井戸」と恐れられた。天樹院の死後、この吉田屋敷は荒廃し妖怪屋敷と呼ばれた。
「弁疑録」では、この屋敷は、吉田屋敷からいったん空屋敷となったので、そもそも「更屋敷（サラ屋敷）」という名で、皿事件とは関係なしにそう呼ばれる所以があったのだとしているが、その語呂合わせについては「西鶴の『懐硯』に"荒屋敷"、『西播怪談実記』にも"明屋敷"」とあると考察されている。

### その他の発生論
中山太郎は播州ではないと断ずるものの、江戸説に肯定的であるわけではなく、独自の「紅皿缺皿」の民話を起源とする説を展開している。そうした民話の痕跡として、佐々木喜善が記憶からたどって中山に口述した宮城県亘理郡の言い伝えを引いている
幕末の喜多村信節『嬉遊笑覧』では、土佐の子供の鬼遊び「手々甲（セセガコウ）」の皿数えに由来をもとめている。

## 類話
日本各地に類似の話が残っている。その数、一説には48ヵ所ともいわれている。北は岩手県滝沢市や江刺市、南は鹿児島県南さつま市までと、分布は広い。
そのほか、群馬県甘楽郡の2町1村、滋賀県彦根市、島根県松江市、兵庫県尼崎市、高知県幡多郡の2町1村、福岡県嘉麻市、宮城県亘理郡、長崎県五島列島の福江島 などに例がある。
- 正保の頃、出雲国松江の武士が秘蔵していた十枚皿の一枚を下女が取り落として砕き、怒った武士は下女を井戸に押し込んで殺す。だが「此ノ女死シテ亡魂消へズ」夜毎に一から九まで数え、ワッと泣き叫ぶ。そこで知恵者の僧が、合いの手で「十」と云うと、亡霊はそれ以来消滅した（元禄二年『本朝故事因縁集』） [38][39][40]
- 幡多郡に元・伊予松山藩士山瀬新次郎が移り住んだが、妻の瀧が名主に奉公しているうち、名主の縁者の青山鉄三郎が、名主の妾と通ずるだけではあきたらず、瀧にも横恋慕したがみのらず、瀧が管理する秘蔵の皿の一枚を隠した。名主は青山に取調べさせたが、青山の折檻に耐えられずに、滝のなかに投身自殺した。その怨念が皿の数を数える（土佐国幡多郡の「播多郡誌」）[41]
- 宮城県亘理郡。亘理駅の近くに九枚筵という地名がある。その昔、継母が「缺皿」という名の娘をいじめ、ある時、搗き麦を十枚の筵で干せと言いつけておいて、その一枚を隠した。娘は井戸に身を投げた。（佐々木喜善談）[42]

### 滋賀県彦根市のお菊さん
滋賀県彦根市の普門山長久寺には、お菊さんの墓が残る。彦根に伝わる「皿屋敷」で登場する主家は「孕石（はらみいし）」家。彦根藩の代々の高官武家である。彦根では、孕石家の世継ぎである「政之進（まさのしん）」と侍女の「お菊」の悲恋として残る。
政之進には亡き親が決めた許嫁がおり、後見人の叔母が彼の結婚を急かしていた。政之進の本心が分からないお菊は、思い余って孕石家に先祖代々伝わる家宝の皿10枚のうちの1枚を、故意に割ってしまう。政之進に、家宝の「皿」と「自分」のどちらが大事なのか問いたかったためである。
政之進は誤って皿を割ったと思い、一度はお菊を許す。しかし、自分の心の内を確かめるために割ったことが分かり、武士の意地が立たぬと立腹する。そして、お菊の目の前で残りの皿を全て割り、お菊を手討ちにしたといわれている。彦根に伝わるお菊さんには、お家騒動も折檻も何もなく、ただ、すれ違った男女の悲劇として伝わる。なお、長久寺にはお菊さんの墓石のほか政之進が割った皿も実在する。この皿は伊井家から孕石家に与えられた南京古渡りの白磁の洲浜文様の皿で、千日法要（8月9、10日）の際には、2日間だけ公開されるという。

### 尼崎のお菊伝説
以下にあげる「お菊」の物語は、「皿屋敷異聞」に分類されてもいるが、皿ではなく食事にまぎれた針が悶着のもとである。蜀山人こと大田南畝『石楠堂随筆』上 1800年（寛政12年）にある。
元禄9年（1696年）、尼崎の城主青山氏の老臣、木田玄蕃（喜多玄蕃）の屋敷に奉公していたお菊が食事を進めたとき、飯の中に針がまぎれており、殺意ととがめたてて菊を井戸に投げ込んだ。謝りにかけつけた母は、時遅しと知って後を追って井戸に飛び込んだ。その後、木田家では怪異や祟りが連発したが、一件が不祥事として尼崎侯の耳に入り、木田は改易、屋敷は祟りがあると恐れられ廃屋となった。のちに青山氏にかわり尼崎侯となった松平遠州侯が、木田宅の跡地に建てたのが尼崎の源正院であり、おかげで浄霊はかなって怪奇はおさまったが、菊を植えても花が咲かなかったという。
ほぼ同様の内容で、根岸鎮衛『耳嚢』にも書かれてるが、旧木田邸の古井戸の場所が「播州岸和田」と記されている。いずれの史料も寛政7年（1795年）の#お菊虫の大量出現を、お菊の100年忌に定めている。尼崎の伝説は、津村淙庵『譚海』にも詳しく書かれている。元禄の頃は、青山播磨守幸督が尼崎の城主であった。

## 鬼火として
皿数え（さらかぞえ）
鳥山石燕の『今昔画図続百鬼』にある怪火。『皿屋敷』のお菊の霊が井戸の中から陰火となって現れ、皿を数える声が聞こえてくる様子を描いたもの。

## 戯曲『番町皿屋敷』
岡本綺堂による1916年（大正5年）作の戯曲。怪談ではなく悲恋物語の形を取る。綺堂自身で小説化もした（各・電子書籍化）。
旗本青山播磨と腰元お菊は、相思相愛の仲であったが身分の違いから叶わない。やがて播磨に縁談が持ち込まれる。彼の愛情を試そうとしたお菊は青山家の家宝の皿を一枚割るが、播磨はお菊を不問に付す。ところが周りの者が、お菊がわざと皿を割った瞬間を目撃していた。これを知った播磨は、自分がそんなに信じられないのかと激怒、お菊を斬ってしまう。そして播磨の心が荒れるのに合わせるかのように、青山家もまた荒れ果ててゆくのだった。
1963年（昭和38年）に大映で市川雷蔵、藤由紀子主演で『手討』が製作された。直ちにお菊の後を追う形で、青山播磨も切腹に向かう所で終わり、悲恋物語の性格が強い作品である（DVD販売している）。

## 落語の『皿屋敷』
古典落語の演目には、皿屋敷を題材にしたものがある。題名は『お菊の皿』、またはそのままの『皿屋敷』。
町内の若者達（なかに極端な怖がりが一人居る）が番町皿屋敷へお菊の幽霊見物に出かける。出かける前に隠居からお菊の皿を数える声を九枚まで聞くと死んでしまうから六枚（または七枚）ぐらいで逃げ出せと教えられる。若者達は隠居の教えを守り、六枚まで聞いたところで皿屋敷から逃げ出してきた。無事に戻ることができ、お菊があまりにもいい女だったので若者達は翌日も懲りずに皿屋敷へ出かけていく。数日もすると人々に噂が伝わり、見物人は百人にまで膨れ上がった。
それだけ人が増えると混雑がひどくなり、六枚目で逃げるにも逃げられず、九枚まで数える声を聞いてしまう。しかし聞いた者は死なず、よく聞くとお菊が九枚以降も皿を数え続けている。お菊は十八枚まで数えると「これでおしまい」と言って井戸の中に入ろうとするので、見物人の一人が「お菊の皿は九枚と決まっているだろう。何故十八枚も数えるんだ」と訊くと、お菊は「明日は休むので二日分数えました」と答えた。
より古典的なところでは、旅の僧がお菊の霊を慰めようとして「なんまいだー」（＝何枚だ）と念仏を唱えると、お菊が「どう勘定しても、九枚でございます」と返す、という駄洒落（だじゃれ）落ちのものもある。

## 皿屋敷にちなんだ作品
小説
- 京極夏彦『数えずの井戸』

舞台
- 横内謙介、岡村俊一『怪談・にせ皿屋敷』
- 片岡愛之助、今井翼『日本怪談歌舞伎（Jホラーかぶき）超時輪廻古井処（ときをこえりんねのふるいど）貞子×皿屋敷』

テレビ番組
- 山本美月『コワイオハナシノクニ・皿やしき篇』（NHK Eテレ、2018年8月14日に放送）

漫画
- 諸星大二郎『妖怪ハンター・黄泉からの声』
- 結野ちり『お菊さんはいちゃ憑きたい』

### 補注
1. 1 2  豊竹座の浄瑠璃は、この金子吉左衛門作の歌舞伎の系統にあたるという[5]。
2. ↑  管領山名宗全は、細川家の家宝の唐絵の皿を召し上げて足利将軍家に献上しようとするが、皿の1枚が21年前に盗まれていた。その探索に、当時はまだ細川の若殿だった巴之介と、舟瀬三平と、当時は恋人のお菊が遣わされる。森山 1991, 通号6、6-7頁
3. ↑  盗人は、唐絵を写して模作したいがために1枚を盗んだ楽焼家弥五兵衛、つまりお菊の父であった。弥五兵衛は盗みの功により、武士の地位を回復し、宗全の家来に召し抱えられた。森山 1991, 通号6、6-7頁
4. 1 2  お菊虫をアゲハの蛹以外とする異聞としては、蜀山人『石楠堂随筆』（1800年）では女が裸体で縛られたような小虫が葉先や枝について死んでいる、としており、『耳嚢』では、タマムシやコガネムシのような虫で、飛んでいるのを捕獲して虫眼鏡で調べると、女が縛られた模様がある、とする。
5. ↑  現在の姫路城が出来る前
6. 1 2  『姫路城史』（1952年）では太田垣主殿佐、『播磨鏡』では大田垣主殿佐。（『日本の皿屋敷伝説』p.111）。『竹叟夜話』の「小田垣」という改称は、実名をはばかってのものと思われる。太田垣が山名持豊によって青山に配されたのは1441年（嘉吉元年）、その後1443年（嘉吉3年）には赤松教祐・則尚に攻められ但馬竹田城に逃れている。2年という短い期間であったが、妾を囲って政務に不熱心であったという。
7. ↑  竹叟夜話と同等の話、およびお菊神社の由来は、『播陽万宝智恵袋』（宝暦十年 1760年編纂）にも記載される。森山 1991, 通号6、6, 10頁
8. ↑  「九枚筵」の伝説。#類話に詳述。
9. ↑  「滋賀県彦根市の馬場町にも皿屋敷があって長久寺には、お菊の欠け皿と称するものが ある」Konno 1969, p. 159、武田清澄（1962年）『日本伝説の旅』下巻を典拠とする